# Крикет на Азиатских играх
Соревнования по крикету проводились на летних Азиатских играх дважды — в 2010 и 2014 годах.

## Призёры соревнований

### Мужчины
| Год  | Золото    | Серебро    | Бронза    |
| ---- | --------- | ---------- | --------- |
| 2010 | Бангладеш | Афганистан | Пакистан  |
| 2014 | Шри-Ланка | Афганистан | Бангладеш |

### Женщины
| Год  | Золото   | Серебро   | Бронза    |
| ---- | -------- | --------- | --------- |
| 2010 | Пакистан | Бангладеш | Япония    |
| 2014 | Пакистан | Бангладеш | Шри-Ланка |

## Медальный зачёт
суммарно медали для страны во всех видах соревнований
| Место          | Страна         | Золото | Серебро | Бронза | Всего |
| -------------- | -------------- | ------ | ------- | ------ | ----- |
| 1              | Пакистан       | 2      | 0       | 1      | 3     |
| 2              | Бангладеш      | 1      | 2       | 1      | 4     |
| 3              | Шри-Ланка      | 1      | 0       | 1      | 2     |
| 4              | Афганистан     | 0      | 2       | 0      | 2     |
| 5              | Япония         | 0      | 0       | 1      | 1     |
| Всего стран: 5 | Всего стран: 5 | 4      | 4       | 4      | 12    |